# Swings Both Ways Live
Lo Swings Both Ways Live è stato un tour del cantante britannico Robbie Williams, realizzato per promuovere il suo decimo album in studio, Swings Both Ways.
Il tour si è svolto principalmente in arene indoor (a eccezione di alcune date nei festival) tra aprile e settembre 2014 in Europa, Asia e Australia. È stato il primo tour di Williams a visitare l'Asia e l'Australia in 8 anni: il cantante vi si era esibito per l'ultima volta nel 2006, con il Close Encounters Tour.

## Scaletta
Dal concerto di Torino del 1 maggio 2014:
1. "Shine My Shoes"
2. "Puttin' On the Ritz" (Irving Berlin cover)
3. "Ain't That a Kick in the Head" (Dean Martin cover)
4. "Minnie the Moocher (The Ho De Ho Song)" (Cab Calloway cover)
5. "Supreme" (in versione "Swing Supreme")
6. "No One Likes a Fat Pop Star"
7. "That's Amore" (Dean Martin cover)
8. "Ignition (Remix)" (R. Kelly cover)
9. "Mr. Bojangles" (Jerry Jeff Walker cover)
10. "I Wan'na Be Like You (The Monkey Song)" (Richard M. Sherman & Robert B. Sherman cover)
11. "High Hopes" (Frank Sinatra cover)
12. "Swings Both Ways"
13. "Soda Pop"
14. "Trouble" / "Hit the Road Jack" (Ray Charles cover) / "Reet Petite" / "Shout" (The Isley Brothers cover)
15. "If I Only Had a Brain" (Harold Arlen cover)
16. "Go Gentle"
17. "Do Nothin' Till You Hear From Me" (Duke Ellington cover)
18. "Empire State of Mind" (Jay-Z cover)
19. "Theme From New York, New York" (John Kander cover)
20. Robbie Williams Hits Medley:
  1. "Let Me Entertain You"
  2. "Rock DJ"
  3. "Millennium"
  4. "Come Undone"
  5. "Old Before I Die"
  6. "Candy"
21. "Angels"
22. "Sensational"

## Date del tour
| Data              | Città      | Stato           | Luogo                    | Spettatori |
| Europa            | Europa     | Europa          | Europa                   | Europa     |
| ----------------- | ---------- | --------------- | ------------------------ | ---------- |
| 25 aprile 2014    | Budapest   | Ungheria        | László Papp Sports Arena | 12,000     |
| 26 aprile 2014    | Praga      | Repubblica Ceca | O2 Arena                 | 16,000     |
| 28 aprile 2014    | Vienna     | Austria         | Wiener Stadthalle        | 16,000     |
| 29 aprile 2014    | Vienna     | Austria         | Wiener Stadthalle        | 16,000     |
| 1 maggio 2014     | Torino     | Italia          | Palasport Olimpico       | 12,000     |
| 3 maggio 2014     | Ischgl     | Austria         | Silvrettaseilbahn AG     | 30,000     |
| 4 maggio 2014     | Amsterdam  | Paesi Bassi     | Ziggo Dome               | 16,000     |
| 5 maggio 2014     | Amsterdam  | Paesi Bassi     | Ziggo Dome               | 16,000     |
| 7 maggio 2014     | Düsseldorf | Germania        | ISS Dome                 | 12,000     |
| 8 maggio 2014     | Düsseldorf | Germania        | ISS Dome                 | 12,000     |
| 10 maggio 2014    | Herning    | Danimarca       | Jyske Bank Boxen         | 10,000     |
| 11 maggio 2014    | Herning    | Danimarca       | Jyske Bank Boxen         | 10,000     |
| 13 maggio 2014    | Fornebu    | Norvegia        | Telenor Arena            | 23,000     |
| 15 maggio 2014    | Stoccolma  | Svezia          | Globen Arena             | 14,000     |
| 18 maggio 2014    | Helsinki   | Finlandia       | Hartwall Arena           | 12,000     |
| 19 maggio 2014    | Helsinki   | Finlandia       | Hartwall Arena           | 12,000     |
| 21 maggio 2014    | Amburgo    | Germania        | Barclaycard Arena        | 12,000     |
| 22 maggio 2014    | Amburgo    | Germania        | Barclaycard Arena        | 12,000     |
| 25 maggio 2014    | Lisbona    | Portogallo      | Parque Bela Vista        | 60,000     |
| 28 maggio 2014    | Berlino    | Germania        | Mercedes-Benz Arena      | 13,000     |
| 29 maggio 2014    | Berlino    | Germania        | Mercedes-Benz Arena      | 13,000     |
| 2 giugno 2014     | Zurigo     | Svizzera        | Hallenstadion            | 13,000     |
| 3 giugno 2014     | Zurigo     | Svizzera        | Hallenstadion            | 13,000     |
| 13 giugno 2014    | Belfast    | Regno Unito     | SSE Arena                | 9,000      |
| 14 giugno 2014    | Belfast    | Regno Unito     | SSE Arena                | 9,000      |
| 16 giugno 2014    | Leeds      | Regno Unito     | First Direct Arena       | 13,000     |
| 17 giugno 2014    | Leeds      | Regno Unito     | First Direct Arena       | 13,000     |
| 22 giugno 2014    | Newcastle  | Regno Unito     | Metro Radio Arena        | 11,000     |
| 23 giugno 2014    | Newcastle  | Regno Unito     | Metro Radio Arena        | 11,000     |
| 26 giugno 2014    | Glasgow    | Regno Unito     | SSE Hydro Arena          | 13,000     |
| 27 giugno 2014    | Glasgow    | Regno Unito     | SSE Hydro Arena          | 13,000     |
| 29 giugno 2014    | Manchester | Regno Unito     | Manchester Arena         | 15,000     |
| 30 giugno 2014    | Manchester | Regno Unito     | Manchester Arena         | 15,000     |
| 2 luglio 2014     | Manchester | Regno Unito     | Manchester Arena         | 15,000     |
| 5 luglio 2014     | Birmingham | Regno Unito     | Genting Arena            | 16,000     |
| 6 luglio 2014     | Birmingham | Regno Unito     | Genting Arena            | 16,000     |
| 8 luglio 2014     | Londra     | Regno Unito     | O2 Arena                 | 16,000     |
| 9 luglio 2014     | Londra     | Regno Unito     | O2 Arena                 | 16,000     |
| 11 luglio 2014    | Londra     | Regno Unito     | O2 Arena                 | 16,000     |
| 12 luglio 2014    | Londra     | Regno Unito     | O2 Arena                 | 16,000     |
| Oceania           |            |                 |                          |            |
| 11 settembre 2014 | Perth      | Australia       | Perth Arena              | 12,000     |
| 12 settembre 2014 | Perth      | Australia       | Perth Arena              | 12,000     |
| 16 settembre 2014 | Melbourne  | Australia       | Rod Laver Arena          | 11,000     |
| 17 settembre 2014 | Melbourne  | Australia       | Rod Laver Arena          | 11,000     |
| Asia              |            |                 |                          |            |
| 20 settembre 2014 | Marina Bay | Singapore       | Singapore Street Circuit | 50,000     |
| Oceania           |            |                 |                          |            |
| 22 settembre 2014 | Brisbane   | Australia       | Entertainment Centre     | 10,000     |
| 23 settembre 2014 | Brisbane   | Australia       | Entertainment Centre     | 10,000     |
| 27 settembre 2014 | Sydney     | Australia       | Qudos Bank Arena         | 13,000     |
| 28 settembre 2014 | Sydney     | Australia       | Qudos Bank Arena         | 13,000     |

### Cancellazioni
| Data        | Città  | Stato  | Luogo           | Causa                                        |
| ----------- | ------ | ------ | --------------- | -------------------------------------------- |
| Maggio 2014 | Verona | Italia | Arena di Verona | Cancellato a causa di difficoltà logistiche. |